# Eugen von Zimmerer

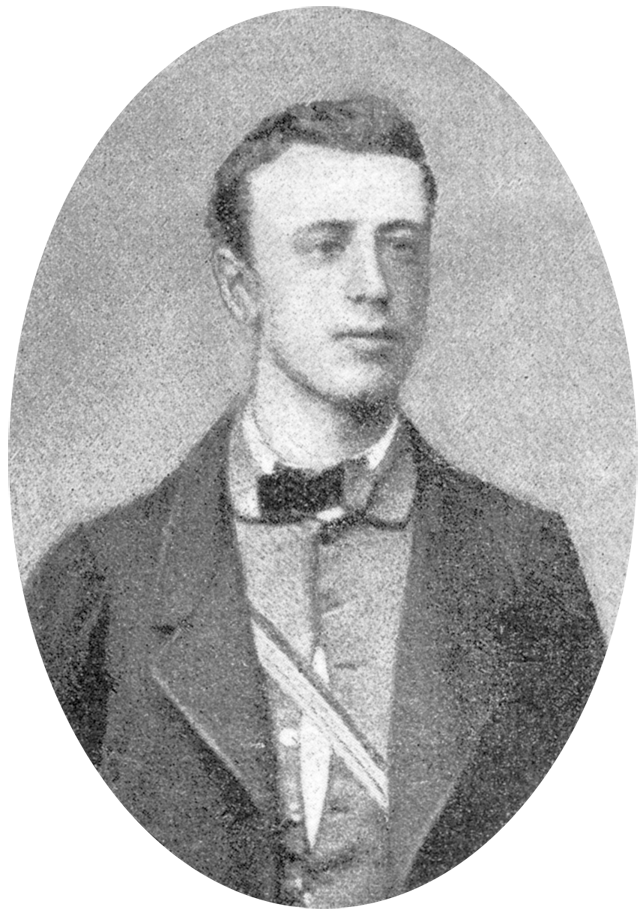
Eugen Zimmerer (1862)

Eugen Ritter von Zimmerer (* 24. November 1843 in Germersheim; † 10. März 1918 in Frankfurt am Main) war deutscher Gouverneur von Kamerun.

## Leben
Zimmerer, Sohn eines bayerischen Offiziers, besuchte ab 1861 das Gymnasium Christian-Ernestinum. Nach dem Abitur studierte er an der Julius-Maximilians-Universität Würzburg und der Ruprecht-Karls-Universität Heidelberg Rechtswissenschaft. 1862 wurde er im Corps Bavaria Würzburg recipiert. Seine berufliche Laufbahn begann er als Bezirksgerichtsakzessist in Bayreuth. 1874 wurde er Staatsanwaltssubstitut beim Bezirksgericht Straubing, 1876 Landgerichtsassessor in Starnberg, 1878 II. Staatsanwalt am Bezirksgericht in Bayreuth, 1879 II. Staatsanwalt am Landgericht München I und 1886 dort Landgerichtsrat.
1887 wechselte Zimmerer in die Koloniallaufbahn und wurde zunächst kommissarischer Kanzler und stellvertretender Gouverneur von Kamerun und als solcher 1887 durch den seinerzeitigen Gouverneur Julius von Soden zum Entsatz einer Forschungsexpedition des Hauptmanns Richard Kund in das Bakokogebiet entsandt. Im Oktober 1888 wurde er kaiserlicher Kommissar für die Deutsche Kolonie Togo. 1890 übernahm er wieder die Vertretung des Gouverneurs von Kamerun und wurde im April 1891 selbst zum Gouverneur ernannt. Zimmerer setzte mehr auf Konsolidierung der Finanzen der Kolonie und eine moderate Entwicklung der bereits okkupierten Territorien als auf eine Expansion des Kolonialgebietes. Das führte insbesondere zu einem lange anhaltenden Konflikt mit dem Forscher Eugen Zintgraff, der in Absprache mit dem Auswärtigen Amt seit 1890 mit dem Aufbau eines Stützpunktsystems im Grasland Westkameruns begonnen hatte. Infolge einer Meuterei der Polizeisoldaten (sog. Dahomey-Aufstand), den zwar sein Stellvertreter Heinrich Leist verursacht hatte, für den man Zimmerer als leitenden Beamten der Kolonie aber mitverantwortlich machte, wurde Zimmerer 1893 aus Kamerun abberufen und zum 20. Juli 1895 aus gesundheitlichen Rücksichten in den einstweiligen Ruhestand versetzt.
1898 wurde Zimmerer Konsul in Florianópolis (Brasilien), 1902 Generalkonsul in Valparaíso (Chile), 1906 Ministerresident in Port-au-Prince, seit 1907 mit Titel und Rang eines außerordentlichen Gesandten und bevollmächtigten Ministers. Am 24. Dezember 1910 wurde er auf eigenen Antrag in den endgültigen Ruhestand versetzt und siedelte nach Frankfurt am Main über, wo er acht Jahre später starb. Sein Leichnam wurde eingeäschert und die Asche im Main verstreut.